# Hans Leistikow
Hans Leistikow (1895 - 1967), est un général allemand de la Seconde Guerre mondiale. Il fut Feld-Kommandeur de Laval.

## Biographie
Hans Leistikow naît le 29 août 1895, à Metz, une ville de garnison animée de l'Alsace-Lorraine. Avec sa ceinture fortifiée, Metz est alors la première place forte du Reich allemand, constituant une pépinière d'officiers supérieurs et généraux. Le jeune Hans se tourne naturellement vers le métier des armes.

### Première Guerre mondiale
Hans Leistikow s'engage en 1914. Promu Leutnant, sous-lieutenant, en août 1914, dans le 162e régiment d'infanterie (de), Hans Leistikow  participe, comme ses compatriotes Edgar Feuchtinger et Rolf von Lilienhoff-Zwowitzky, à la Première Guerre mondiale. En tant que chef de compagnie d'une Minen-Werfer-Kompanie, Leistikow obtient les croix de fer 2e et 1re classes. Le 20 juin 1918, il est promu Oberleutnant, lieutenant dans la Minenwerfer-Kompanie Nr. 207. 

### Entre-deux-guerres
Hans Leistikow fait ensuite carrière dans la Reichswehr, l'armée de la République de Weimar. En 1924, il sert dans la 13e Minenwerfer-Kompanie du 16e régiment d'infanterie, où il est promu Hauptmann, capitaine, le 1er mars 1927. Après le 18e Infanterie-Regiment, il est affecté au 45e Infanterie-Regiment en octobre 1934, avec le grade de Major, commandant. Dans cette unité, il est promu Oberstleutnant en avril 1937. Le lieutenant-colonel Leistikow est affecté ensuite à l'état-major du 132e Infanterie-Regiment, en novembre 1938.

### Seconde Guerre mondiale
Officier supérieur à la veille de la Seconde Guerre mondiale, Leistikow commande le 132e Infanterie-Ersatz-Bataillon. En décembre 1939, il commande le 262e Infanterie-Ersatz-Bataillon. Promu Oberst, colonel, le 1er avril 1940, Leistikow prend la tête du 412e Infanterie-Regiment le 25 juillet 1940. Placé dans la Führerreserve, le 10 octobre 1942, le colonel Leistikow reprend un commandement en décembre de la même année. Après différentes affectations, il est détaché en France en mars 1944, puis nommé Feldkommandeur à Laval (Feldkommandantur 582) du 20 juin au 24 juin 1944. Il est ensuite mis à la disposition de l'OKH dans la Führerreserve. Alors que les troupes allemandes refluent dans toute l'Europe, le colonel Leistikow est promu generalmajor, général de brigade, le 1er octobre 1944. Il est fait prisonnier le 8 mai 1945, et sera libéré en 1947.
Hans Leistikow décéda le 29 mars 1967, à Krautheim/Jagst, dans le Bade-Wurtemberg.

## Grades
- Général de brigade (Generalmajor), le 1er octobre 1944.

## Distinctions
- Eisernes Kreuz (1914) II. und I. Klasse[6].
- Ritterkreuz des Königlichen Hausordens von Hohenzollern mit Schwertern[6].
- Verwundetenabzeichen (1918) in Schwarz[6].
- Hanseatenkreuz Hamburg[6].

## Sources
- (de) Rangliste des Deutschen Reichsheeres, (dir.) Reichswehrministerium, ed. Mittler & Sohn, Berlin, 1930 (p. 145)